# تللسقف
تللسقف أو تل أسقف كما تعرف باسم تسقوپا (بالسريانية: ܣܘܪܝܝܐ تلّا زقيپا) هي بلدة عراقية تقع شمال مدينة الموصل بمسافة 30 كيلو متر وهي تتوسط الطريق بين قضاء تلكيف وناحية ألقوش وتشتهر القرية بزراعة محصولى الحنطة والشعير ويسكنها حوالى عشرة الآف مواطن، وهم كلدان كاثوليك ويوجد فيها كنيستين وهما كنيسة مار كوركيس وكنيسة ماريعقوب وفيها عدة مزارات. يعني اسمها بالارامية التل المنتصب.
سيطر تنظيم الدولة الإسلامية (داعش) علىيها لفترة وجيزة في أغسطس 2014 لكن البيشمركة استعادتها بشهر أغسطس عام 2016. عاد العديد من سكان المدينة بمساعدة من حكومة المجر،  بينما هاجر جزء كبير من سكان البلدة إلى أوروبا.

## وضعها الأمني
استقبلت البلدة العديد من المسيحين الآشوريين من بغداد والموصل في أعقاب العنف والاقتتال الطائفي بعد الغزو الأمريكي للعراق عام 2003. وفي 23 نيسان 2007، أسفر انفجار سيارة مفخخة استهدفت القرية عن مقتل أكثر من 25 شخصاً.
في أوائل شهر أغسطس عام 2014 ، دخل تنظيم الدولة الإسلامية (داعش) إلى تل أسقف. وفي 17 أغسطس 2014 وبمساعدة القوات الجوية الأمريكية استعادت قوات البيشمركة البلدة.
لكن فجر يوم 3 مايو عام 2016 اجتاح البلدة مرة اخرى مقاتلون تنظيم الدولة الإسلامية (داعش) بهجوم اشتمل على عدد من الشاحنات المفخخة، كان الهجوم على تل أسقف جزءًا من هجوم كبير شنهُ مسلحوا التنظيم في شمال العراق، وتمكنت بعدها البيشمركة الكردية بدعم أمريكي من استعادة البلدة. بحلول عام 2017، عادت عدة مئات من العائلات إلى البلدة وعادت الكنيسة الأبشرية. ساعدت الحكومة المجرية في إعادة بناء المنازل المدمرة لـ991 عائلة مسيحية.